# Euchrysops niveocincta
Euchrysops niveocincta är en fjärilsart som beskrevs av Ungemach 1932. Euchrysops niveocincta ingår i släktet Euchrysops och familjen juvelvingar. Inga underarter finns listade i Catalogue of Life.